# بزرگراه رحمت
بزرگراه رحمت یک بزرگراه در شیراز است که جنوب غربی این شهر را به شرق آن متصل می‌کند. این بزرگراه از جنوب غرب شهر یعنی پل کشن شروع شده و تا پل غدیر در شرق شهر امتداد دارد.این بزرگراه یکی از مهم‌ترین شاهراه‌های شهر شیراز است.
این بزرگراه در سال ۱۳۷۷ ساخته شده که به دو قسمت رحمت غربی و رحمت شرقی تقسیم می‌شود. غرب این بزرگراه از پل کشن شروع شده و پس از طی‌کردن زیرگذر تقاطع غیرهمسطح باهنر و بلوار سفیر به پل تقاطع غیر همسطح عدالت می‌رسد. شرق این بزرگراه نیز پس از طی‌کردن خیابان سپاه، پل و تقاطع غیر همسطح (رضوان) دارالرحمه و میدان کوزه‌گری، تقاطع غیر همسطح مدافعان سلامت از طریق پل غدیر به بزرگراه سرداران و بلوار مدرس متصل می‌شود.
دلیل نام‌گذاری این بزرگراه به «رحمت» گذشتن آن از کنار آرامستان دارالرحمه است.

## امکانات و اماکن مهم
- بوستان حاشیه ای بزرگراه رحمت غربی
- بوستان حاشیه ای بزرگراه رحمت شرقی
- دارالرحمه شیراز
- رضوان
- رسالت
- پردیس سینمایی جوان
- ساختمان مرکزی شهرداری منطقه ۵
- دانشگاه باهنر
- مجتمع آموزشی اندیشه
- بوستان شهرداری منطقه ۵
- درمانگاه امام رضا
- درمانگاه دی
- بوستان خلبان دوران
- بوستان حاشیه ای فدک ۲
- بوستان جوان
- بوستان قشقایی
- بوستان جلال
- سالن فوتسال و چند منظوره شهدا
- اداره پست شعبه لشکری
- بوستان رحمت
- بوستان سعدی
- درمانگاه تخصصی و فوق تخصصی پردیس
- مجتمع تجاری و تفریحی ایرانیان

## ترابری

### مترو
در این بزرگراه ایستگاه مترویی با نام ایستگاه رحمت در خط ۲ متروی شیراز فعال است.
- ایستگاه متروی رحمت
- خط ۶ (در مرحله مطالعه)